# Kerberos (maan)
Kerberos (ook bekend als S/2011 (134340) 1, S/2011 P 1 of P4) is een kleine natuurlijke satelliet van Pluto. Het maantje werd op 28 juni 2011 ontdekt door de ruimtetelescoop Hubble. Verdere waarnemingen waren op 3 en 18 juli 2011 en op 20 juli 2011 werd P4 als maan bevestigd. P4 heeft maar 10% van de helderheid van Nix, een andere maan van Pluto.
Kerberos heeft een diameter van 10 tot 12 km en was het kleinste bekende maantje van Pluto tot in 2012 Styx werd ontdekt. Styx is ongeveer even groot als Kerberos. P4 staat gemiddeld 59.000 km van Pluto vandaan, tussen de andere manen Nix en Hydra, en doet ongeveer 32,1 dagen over een complete baan om het zwaartekrachtsmiddelpunt van het Pluto-systeem. De maan is onregelmatig van vorm. De sonde New Horizons maakte duidelijk, dat eerdere aannames incorrect waren. Onderzoekers veronderstelden, dat Kerberos grotere afmetingen had met een donker oppervlak. Het tegendeel is waar: Kerberos is klein, maar helder.

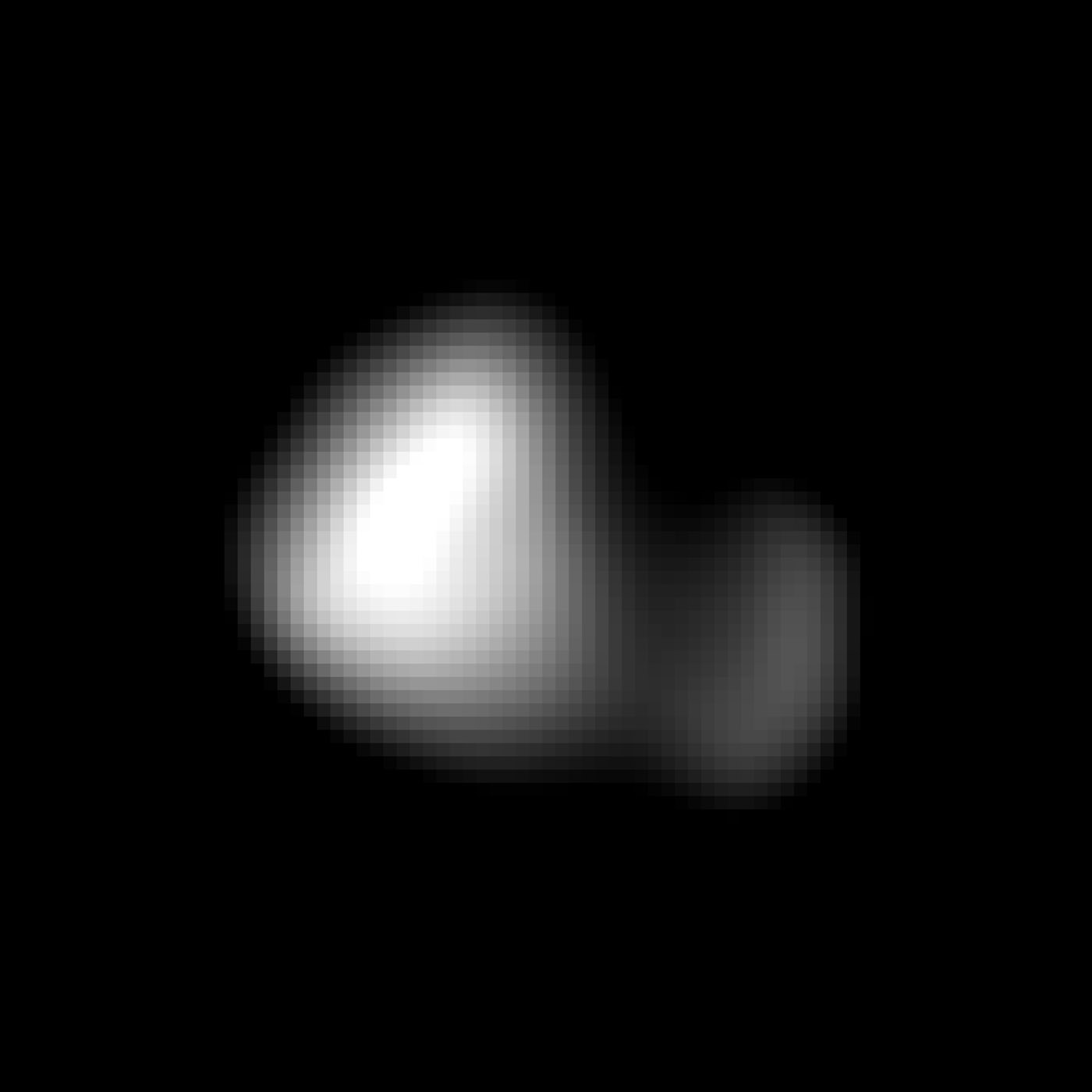
Opname van Kerberos door New Horizons